# Donggamnaegi gwa-oehagi: Lesson II
Donggamnaegi gwa-oehagi: Lesson II (동갑내기 과외하기: 레슨 II?), noto anche con il titolo internazionale My Tutor Friend 2, è un film del 2007 diretto da Kim Ho-jung e Ji Kil-woong.
La pellicola è il seguito di Donggamnaegi gwa-oehagi (2003), con cui non presenta tuttavia alcun legame di continuità tranne la situazione di partenza.

## Trama
Jong-man si ritrova a dare lezioni di coreano alla coetanea Jun-ko; le ripetizioni risultano tuttavia estremamente complicate, perché la giovane non sembra avere molta forza di volontà.